# Сер-ле-Норуа
Сер-ле-Норуа́ (фр. Cerre-lès-Noroy) — коммуна во Франции, находится в регионе Франш-Конте. Департамент — Верхняя Сона. Входит в состав кантона Норуа-ле-Бур. Округ коммуны — Везуль.
Код INSEE коммуны — 70115.

## География
Коммуна расположена приблизительно в 330 км к юго-востоку от Парижа, в 50 км северо-восточнее Безансона, в 13 км к востоку от Везуля.

## Население
Население коммуны на 2010 год составляло 213 человек.
| 1962 | 1968 | 1975 | 1982 | 1990 | 1999 | 2010 |
| ---- | ---- | ---- | ---- | ---- | ---- | ---- |
| 177  | 158  | 176  | 161  | 177  | 169  | 213  |

## Администрация
| Период | Период | Фамилия          | Партия | Примечания |
| ------ | ------ | ---------------- | ------ | ---------- |
| 1960   | 2001   | Габриель Петижан |        |            |
| 2001   | 2008   | Брюно Вежю       |        |            |
| 2008   | 2014   | Жильбер Анри     |        |            |

## Экономика
В 2010 году среди 136 человек трудоспособного возраста (15—64 лет) 114 были экономически активными, 22 — неактивными (показатель активности — 83,8 %, в 1999 году было 73,8 %). Из 114 активных жителей работали 107 человек (55 мужчин и 52 женщины), безработными было 7 (3 мужчины и 4 женщины). Среди 22 неактивных 2 человека были учениками или студентами, 13 — пенсионерами, 7 были неактивными по другим причинам.

## Фотогалерея

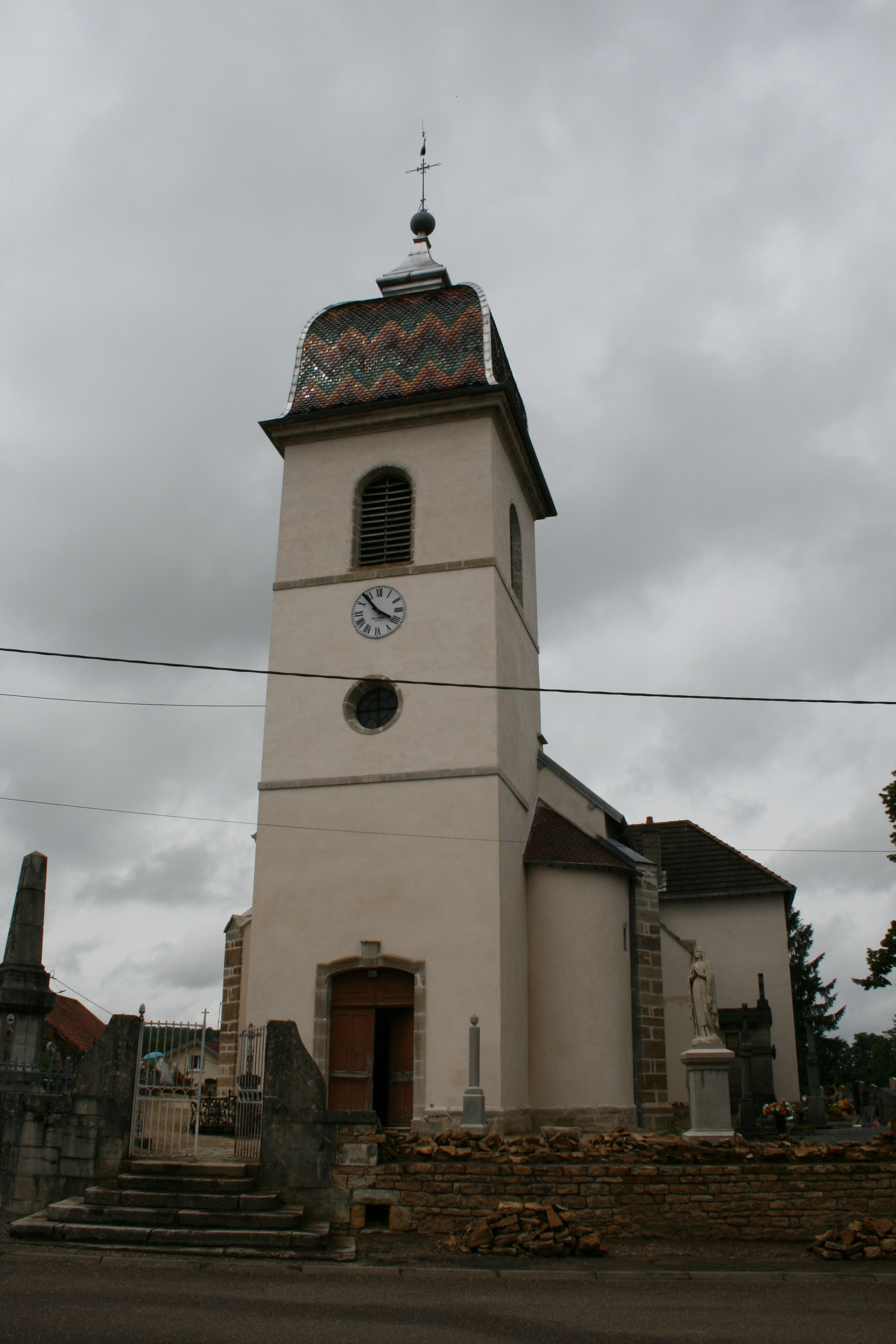
Церковь Св. Маврикия
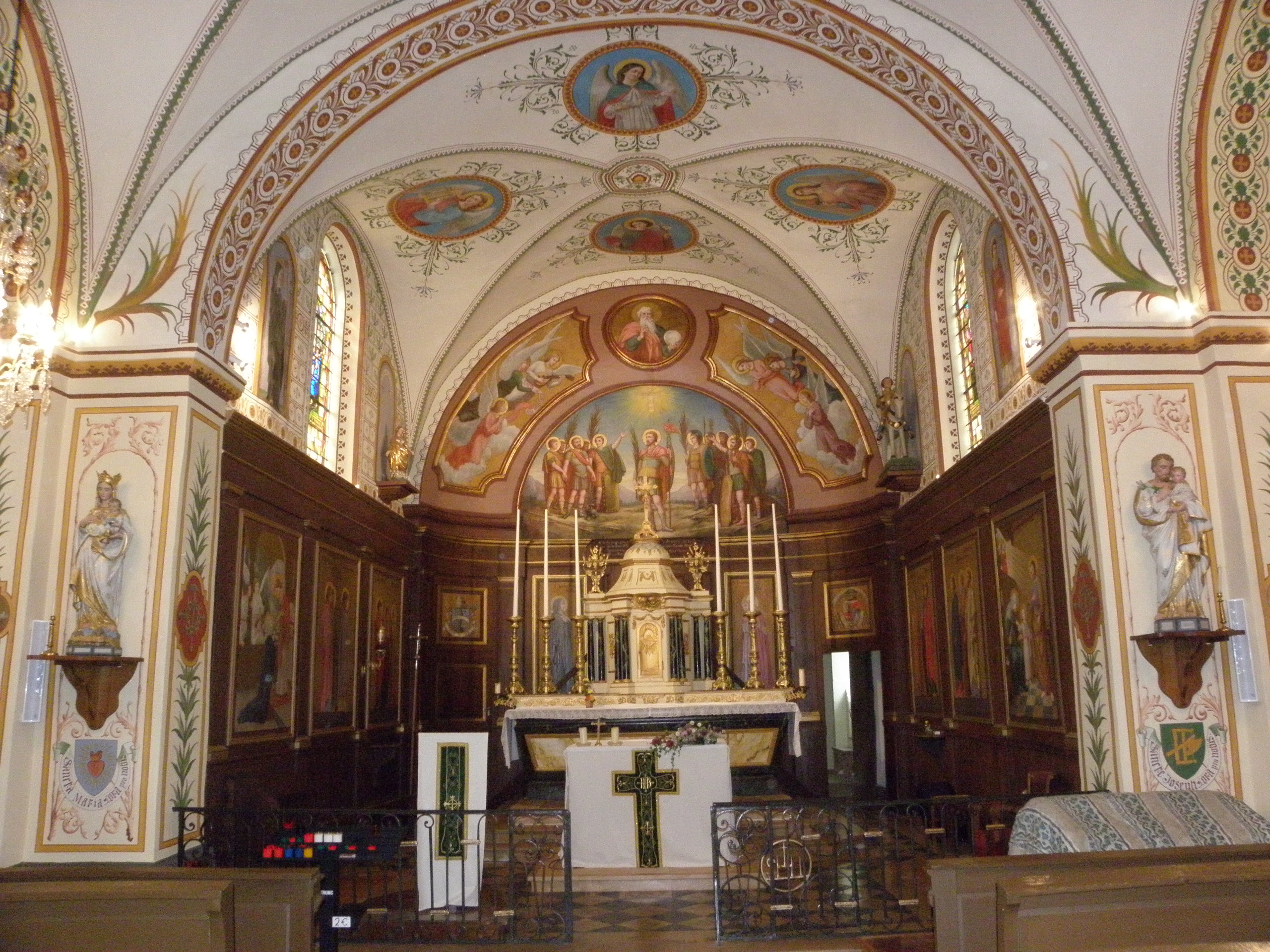
Интерьер церкви Св. Маврикия
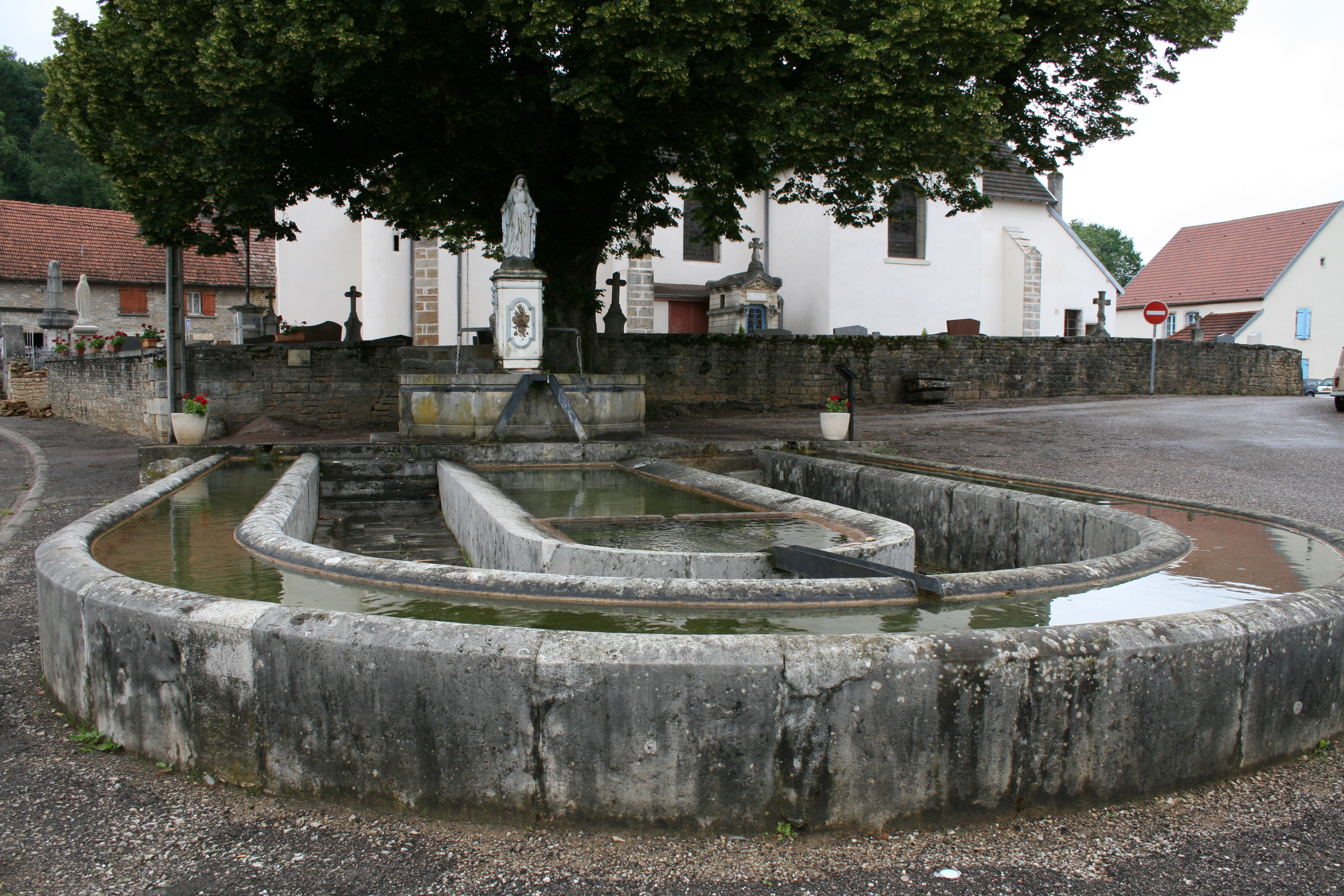
Фонтан
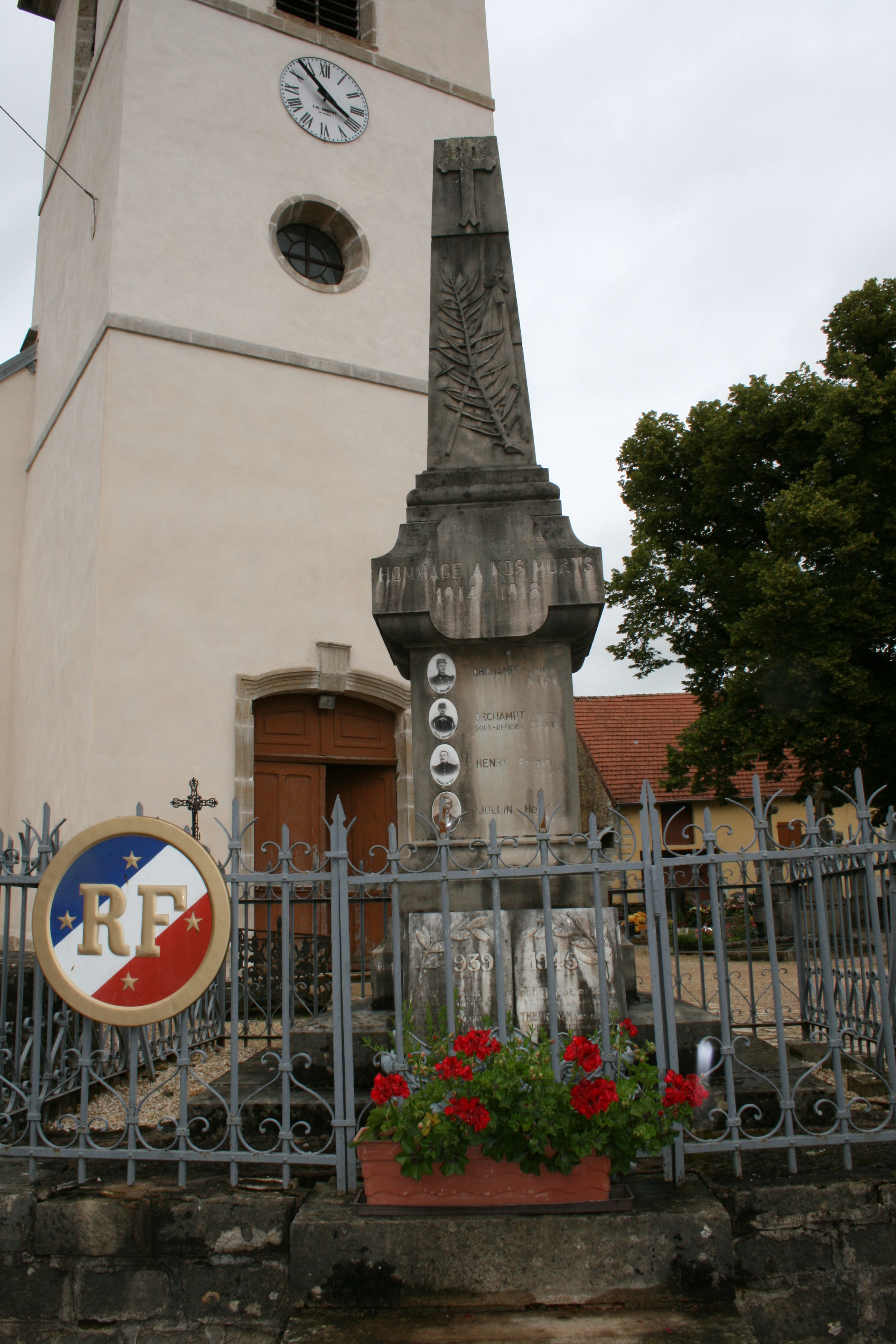
Военный мемориал